# Colonie Unite
Le Colonie Unite fu il nome usato dal Secondo congresso continentale di Filadelfia per descrivere i proto-stati che comprendevano le Tredici Colonie nel 1775 e 1776, prima e durante la dichiarazione di indipendenza. Le banconote della moneta continentale mostravano il nome "Le Tredici Colonie Unite" da maggio 1775 a febbraio 1777, e il nome veniva usato come espressione colloquiale per riferirsi alle colonie nel loro insieme prima che si riunisse il Secondo Congresso, sebbene il luogo e la data precisa della sua origine siano sconosciuti.
Il Padre Fondatore John Adams utilizzò la frase "colonie unite" già il 27 febbraio 1775, in una lettera intitolata Agli abitanti della colonia della baia del Massachusetts pubblicata sulla Boston Gazette:
Il 19 giugno 1775, i membri del Secondo Congresso Continentale si definirono "delegati delle Colonie Unite" e nominarono George Washington "Generale e Comandante in capo dell'Esercito delle Colonie Unite".
Il 7 giugno 1776, Richard Henry Lee, dopo aver ricevuto istruzioni e formulazioni dalla Quinta Convenzione della Virginia, propose al Congresso di recidere i legami politici con la Gran Bretagna, dichiararsi indipendenti e creare una costituzione. Conosciuta come Risoluzione di Lee, e approvata dai delegati il 2 luglio 1776, si riferiva alle Colonie Unite, recitando in parte:
Due giorni dopo, il 4 luglio 1776, i 56 delegati al Secondo Congresso Continentale adottarono all'unanimità la Dichiarazione di Indipendenza, che fu supervisionata dal Commissione dei Cinque e scritta principalmente da Thomas Jefferson a Filadelfia in un periodo di due settimane nel giugno del 1776.
Il 9 settembre 1776, il Secondo Congresso Continentale abbandonò formalmente il nome "Colonie Unite" in favore di "Stati Uniti d'America", che era stato introdotto come nome della nazione nella Dichiarazione di Indipendenza di luglio.